# スピンドル
スピンドル（英: spindle）は、
- （紡績用語。この語の本来の意味。）紡錘。錘 (つむ) とも言う。繊維を撚（よ）って糸をつくる際に、撚られた直後の糸を巻き取ってゆくための、回転する棒状のもの。元は木製。（機械化された紡績の）最終工程をになう精紡機の部品のひとつで、鉄製の丸い棒で、繊維を引出しながらよりを掛け巻取っていくもの[1]。
- （機械用語）回転する軸。紡績機の糸を巻き取るための回転する金属棒から。旋盤などの回転軸もこうよばれる。
- （コンピュータ用語）外部記憶装置のうち電動機で駆動されるもの。具体的にはハードディスクドライブや光学ドライブやフロッピーディスクドライブ。主にノートパソコンに関してドライブ[注 1]をいくつ内蔵しているかを表すために使う[2]。

## 紡績用語

本来のスピンドル

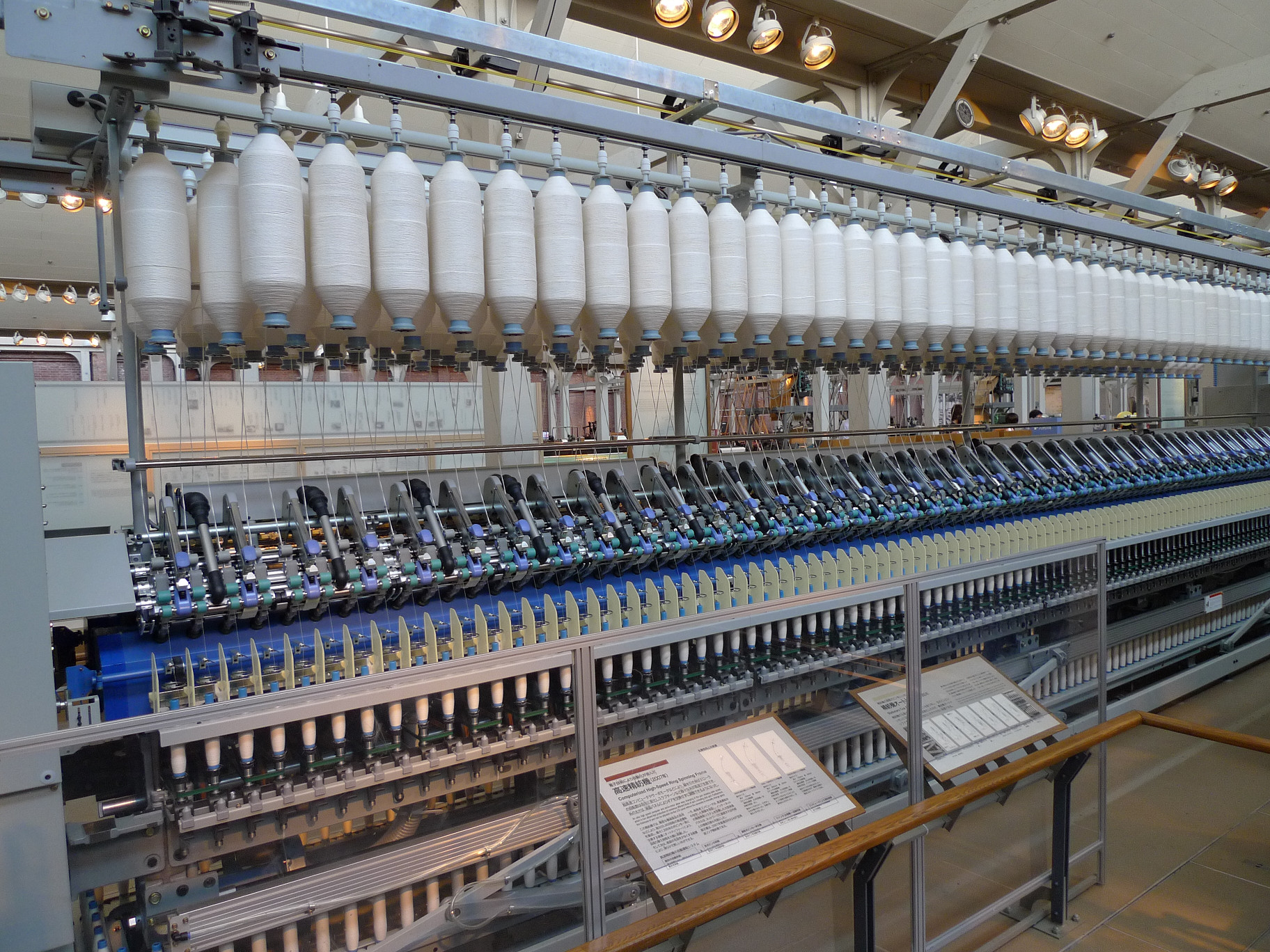
紡績機に並ぶスピンドル。

紡績が機械化される以前の時代では、スピンドルは木製の棒状のもの（あるいは棒状の部品に円盤状の部品を組み合わせたもの。右図参照）。撚られたばかりの糸を巻き取ってゆくのに使う。人が手の平で表面をすばやく撫でるようにして回転させたり、あるいは棒の部分を指先で持ちこまのように回転させる。この時代のスピンドルは一人がひとつだけ扱う。
機械化以前の紡績の時代は手作業でスピンドルを回していたのでスピンドルの回転速度はさほど速くないが、機械化された紡績では紡績機を使い、そのスピンドルは高速回転する。
1台の精紡機ごとに多数のスピンドルが取付けられている。紡績の設備能力はおおむねこのスピンドルの数に比例するので、スピンドル数 (錘数) をもって紡績工場や紡績企業の規模を表示する場合が多い 。
糸の長さの単位
ヤードポンド法で綿糸や麻糸の長さの単位。1スピンドルは、綿糸の場合は1万5120ヤード（約1万3825メートル）。麻糸の場合は1万4400ヤード（約1万3062メートル）。

## 機械用語
繊維機械用語
繊維機械用語としては、粗紡機、精紡機、撚糸機（ねんしき）などで、糸に撚りをかけ、巻き取るボビンの軸のことである。リング精紡機では1万 - 2万rpmで回転し、オープンエンドの加撚部では2万～6万rpm、仮撚加工機の仮撚部では10万rpm以上で回転する。リング精紡機のスピンドルは、ブレードをベアリングのついたインナーチューブで支える(ピボット形式)。
工作機械用語
工作機械用語としては、軸端に工作物や工具をつけて回転させるための軸である。
回転対象に精度良い回転運動を与える装置である「スピンドルユニット」を略して「スピンドル」と呼ぶ場合も多い。

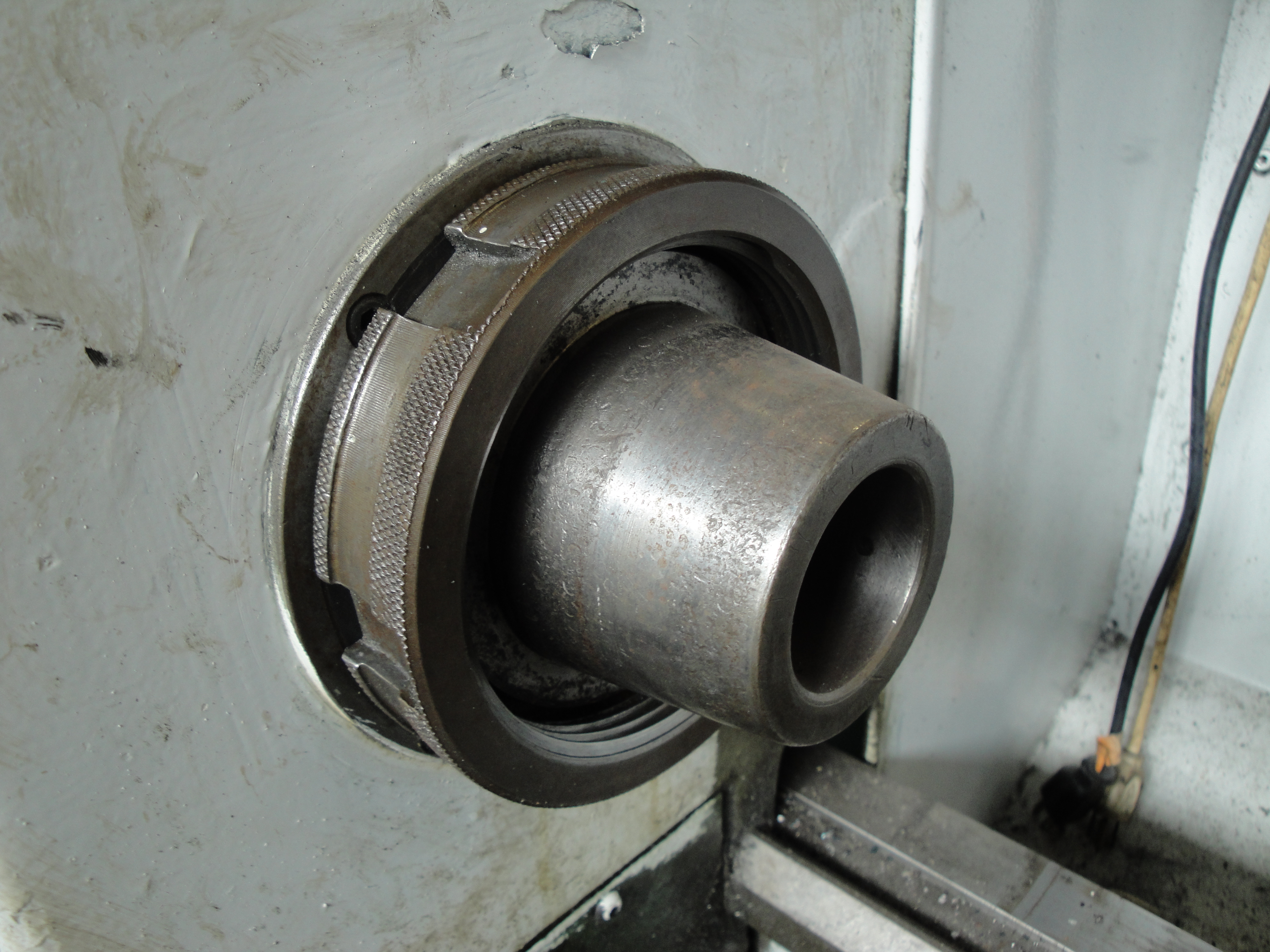
旋盤のスピンドル
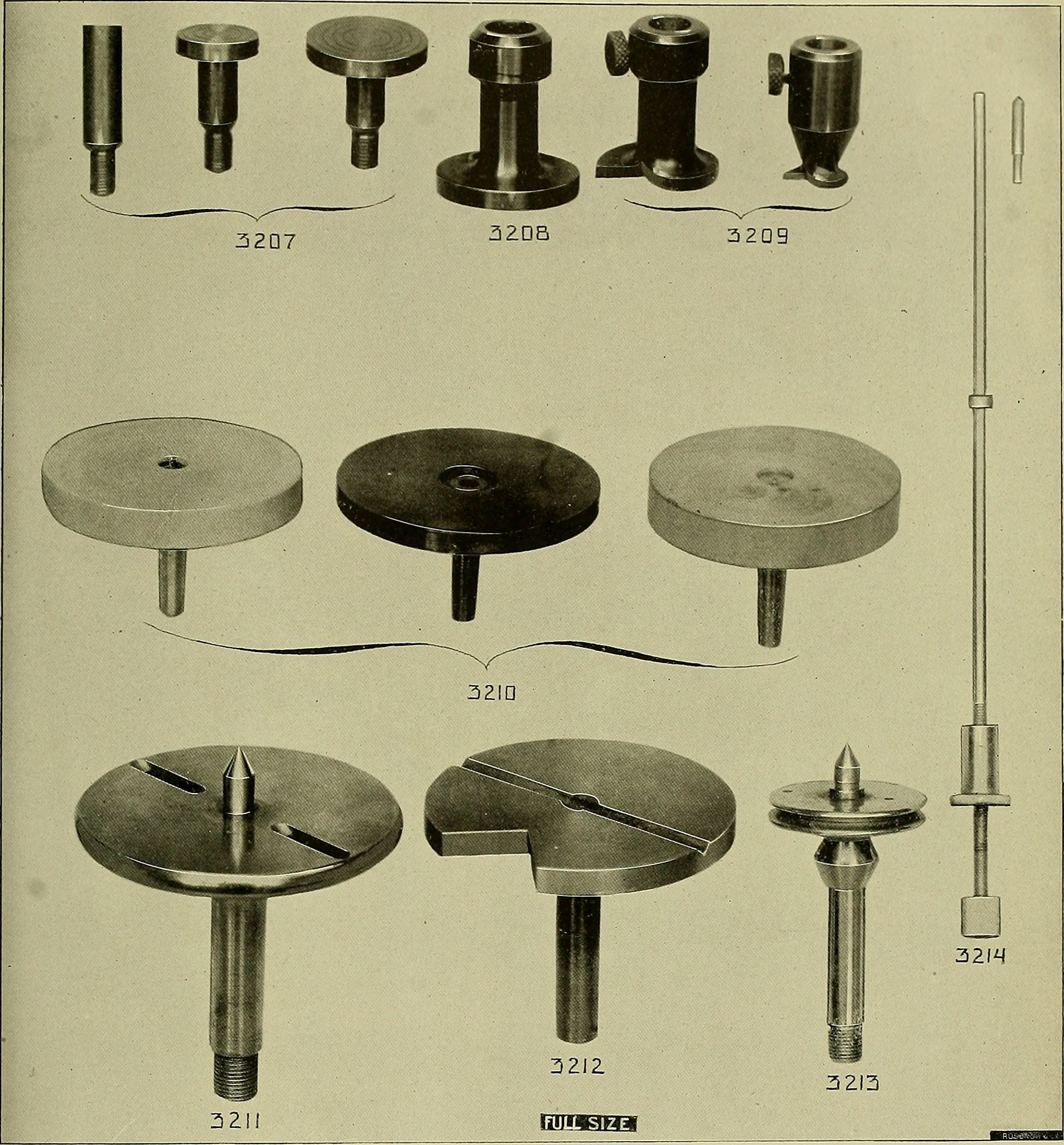
スピンドル
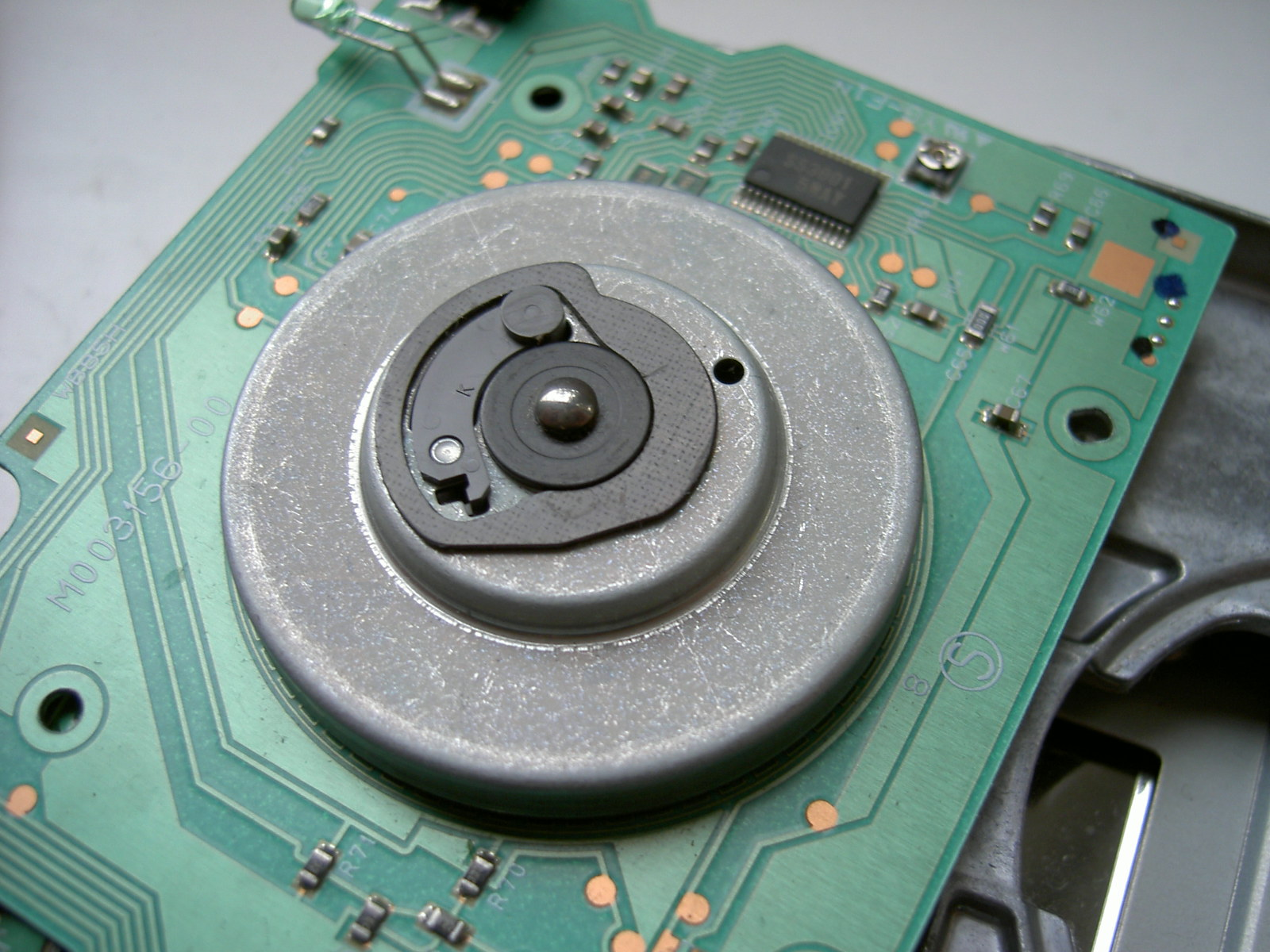
「スピンドルモータ」と呼ばれるモータ部と回転部が一体化したモータ
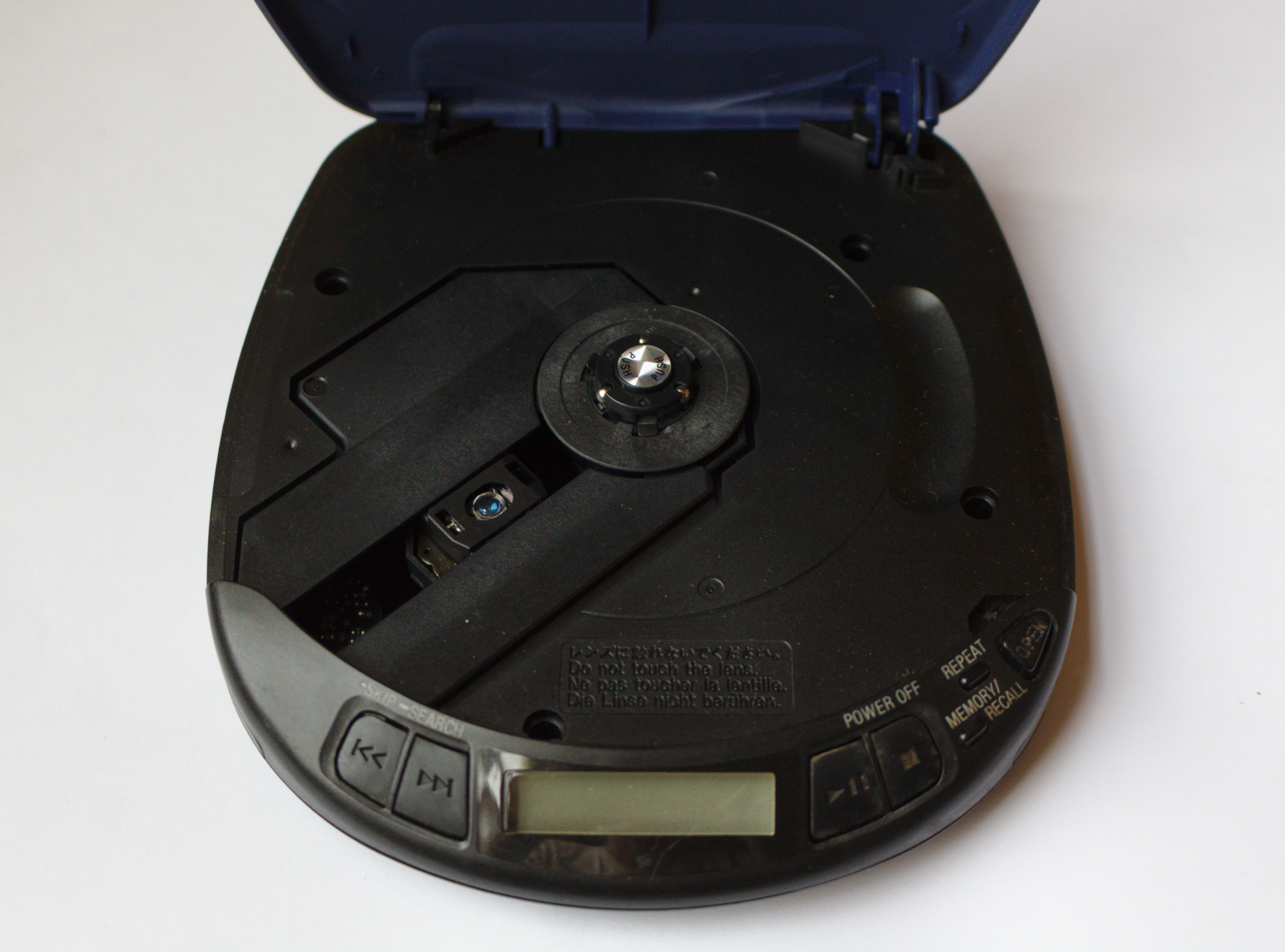
CDプレーヤーのスピンドル（プレーヤーの中央）。

関連項目
- 機械要素

## コンピュータ用語
コンピュータ用語としては通常、外部記憶装置のうち電動機で駆動されるものを指す。たとえばハードディスクドライブ（HDD）、フロッピーディスクドライブ（FDD）、光学ドライブなどのことである。
一般に、ノートパソコンなどでドライブをいくつ内蔵しているかを表す場合に用いる。たとえばHDDのみ搭載の場合は「1スピンドル」、HDDと光学ドライブを内蔵する場合は「2スピンドル」という。さらにフロッピーディスクドライブも内蔵していたノートパソコンは「3スピンドル」といった。 

電動機は振動や騒音を発生させ、電力を大量に消費する。騒音や振動はコンピュータのユーザに煩わしく感じられたり、機器の故障やトラブルの原因となる場合がある。静音パソコンでは、スピンドル（HDDや光学ドライブ）の数を減らし、フラッシュメモリ（SSD）に置き換えたり、スピンドルをまったく使わない「ゼロスピンドル」とすることもある。モーターを減らせば省エネも実現できる。なお騒音や振動や消費電力を抑えるには、スピンドル数を減らすという方法以外に、各ドライブの回転速度を抑えるという手法もある。

## 配管用語
- 水栓の軸[10]

### 注
1. ↑  この「ドライブ」は、電動機を使いディスクが回転するドライブを漠然と指している。SSDは含まない。このASCII.jpデジタル用語辞典が書かれた当時はまだSSDが一般化していなかったので、このような文章になっている。